# Veldin Hodža
Veldin Hodža, né le 15 octobre 2002 à Rijeka en Croatie, est un footballeur croate qui évolue au poste de milieu défensif au Rubin Kazan.

## Biographie

### En club
Né à Rijeka en Croatie, Veldin Hodža est formé par le club local du HNK Rijeka. Il fait ses débuts en professionnel avec ce club le 7 octobre 2020, à l'occasion d'un match de Coupe de Croatie face au NK Dilj (en). Il entre en jeu à la place de Domagoj Pavičić ce jour-là, et se distingue en inscrivant également son premier but en professionnel. Son équipe s'impose sur le score de six buts à zéro.
En 2021, Hodža est prêté au HNK Orijent 1919.
Le 24 janvier 2022, Veldin Hodža s'engage en faveur du Hrvatski Dragovoljac. Hodža joue son premier match pour ce club le 30 janvier 2022, lors d'une rencontre de championnat contre le NK Lokomotiva Zagreb. Il est titularisé ce jour-là et son équipe s'incline par deux buts à un.
Lors de l'été 2022, Veldin Hodža fait son retour au HNK Rijeka, où le club compte cette fois sur lui. Il alors considéré comme l'un des joueurs les plus prometteurs du club.
Le 12 septembre 2024, Veldin Hodža rejoint le club russe du Rubin Kazan. Il signe un contrat de quatre ans, soit jusqu'en juin 2028, et portera le numéro 22.

### En sélection
Veldin Hodža joue son premier match avec l'équipe de Croatie espoirs le 3 juin 2022, face à la Norvège, lors d'un match comptant pour les éliminatoires de l'Euro espoirs. Il entre en jeu et son équipe s'impose par trois buts à deux.
Le 12 septembre 2023, Hodža inscrit son premier but avec les espoirs, contre les îles Féroé. Titulaire, il est également auteur d'une passe décisive pour Marin Ljubičić en plus de son but, et permet aux siens de s'imposer (2-4 score final),.